# Burma az 1964. évi nyári olimpiai játékokon
Burma a japán Tokióban megrendezett 1964. évi nyári olimpiai játékok egyik részt vevő nemzete volt. Az országot az olimpián 5 sportágban 11 sportoló képviselte, akik érmet nem szereztek.

## Atlétika
Férfi
| Versenyző      | Versenyszám     | Döntő         | Döntő         |
| Versenyző      | Versenyszám     | Idő           | Helyezés      |
| -------------- | --------------- | ------------- | ------------- |
| Thin Sumbwegam | Maraton         | 2:30:35       | 35.           |
| Maung Rajan    | 50 km gyaloglás | nem ért célba | nem ért célba |

## Ökölvívás
| Versenyző   | Versenyszám | 32-es főtábla                          | Nyolcaddöntő              | Negyeddöntő              | Elődöntő          | Döntő             | Helyezés |
| Versenyző   | Versenyszám | Ellenfél Eredmény                      | Ellenfél Eredmény         | Ellenfél Eredmény        | Ellenfél Eredmény | Ellenfél Eredmény | Helyezés |
| ----------- | ----------- | -------------------------------------- | ------------------------- | ------------------------ | ----------------- | ----------------- | -------- |
| Bawa Maung  | Légsúly     | Sztanyiszlav Szorokin (URS) · kizárták | kiesett                   | kiesett                  | kiesett           | kiesett           | -        |
| Thein Myint | Harmatsúly  | Isaac Aryee (GHA) · KO                 | kiesett                   | kiesett                  | kiesett           | kiesett           | 17.      |
| Tin Tun     | Pehelysúly  | Ronald Smith (GBR) · RSC               | Anthony Andeh (NGR) · 4-1 | Heinz Schulz (EUA) · 0-5 | kiesett           | kiesett           | 5.       |

## Sportlövészet
Férfi
| Versenyző  | Versenyszám       | Pont | Helyezés |
| ---------- | ----------------- | ---- | -------- |
| Kyaw Aye   | Sportpuska, fekvő | 580  | 55.      |
| Kyaw Shein | Sportpuska, fekvő | 584  | 50.      |

## Súlyemelés
| Versenyző | Versenyszám | Nyomás   | Nyomás   | Szakítás | Szakítás | Lökés    | Lökés    | Összesen | Helyezés |
| Versenyző | Versenyszám | Eredmény | Helyezés | Eredmény | Helyezés | Eredmény | Helyezés | Összesen | Helyezés |
| --------- | ----------- | -------- | -------- | -------- | -------- | -------- | -------- | -------- | -------- |
| Chit Mya  | 56 kg       | 90,0     | 17.      | 95,0     | 12.      | 125,0    | 14.      | 310,0    | 16.      |
| Mya Thein | 67,5 kg     | 110,0    | 16.      | 105,0    | 14.      | 145,0    | 9.       | 360,0    | 13.      |
| Pe Aye    | 75 kg       | 122,5    | 13.      | 112,5    | 17.      | 150,0    | 14.      | 385,0    | 15.      |

## Úszás
Férfi
| Versenyző    | Versenyszám  | Előfutam | Előfutam | Előfutam | Döntő   | Döntő    |
| Versenyző    | Versenyszám  | Idő      | Hely.    | Össz.    | Idő     | Helyezés |
| ------------ | ------------ | -------- | -------- | -------- | ------- | -------- |
| Tin Maung Ni | 400 m gyors  | 4:40,9   | 6.       | 39.      | kiesett | kiesett  |
| Tin Maung Ni | 1500 m gyors | 18:09,5  | 4.       | 20.      | kiesett | kiesett  |